# Logan Henderson
Logan Philip Henderson (ur. 14 września 1989 w North Richland Hills w stanie Teksas) – amerykański aktor, tancerz, raper i piosenkarz.
Sławę zdobył dzięki serialowi Big Time Rush. Grał również małą rolę we Friday Night Lights jako „Łobuz”.

## Aktorstwo
Henderson urodził się i wychowywał w stanie Teksas. Na poważnie zaczął myśleć o aktorstwie w wieku 18 lat, kiedy to opuścił Teksas. Przełom w jego karierze nastąpił, gdy otrzymał rolę w serialu Big Time Rush, gdzie gra Logana Mitchella, chłopaka który zawsze wyciąga przyjaciół z tarapatów.

## Muzyka
W 2009 roku podpisał kontrakt z wytwórnią Columbia Records. Po wypuszczeniu kilku singli, na rynku pojawiła się pierwsza płyta Big Time Rush. Współtworzył kilka piosenek na ich drugiej płycie. W 2013 razem z pozostałymi członkami zespołu wydał płytę 24/seven.

## Filmografia
- Friday Night Lights (2008) jako Łobuz
- Big Time Rush (2009–2013) jako Logan Mitchell
- Brain Surge (2011) jako on sam
- How To Rock (2012) jako on sam
- Big Time Rush w akcji (2012) jako Logan Mitchell